# 歐洲專利局
歐洲專利局（英語：European Patent Office，簡稱EPO）是歐洲專利組織的兩個機構之一，另一個則是歐洲專利組織行政理事會。歐洲專利局為該組織的執行機構，而行政理事會則作為其監督機構，並在有限的程度上充當其立法機構。

## 外部連結
- 官方网站
- Institute of Professional Representatives before the EPO （页面存档备份，存于） or "European Patent Institute (epi)"
- Staff Union of the European Patent Office （页面存档备份，存于） (SUEPO)
- FFPE-EPO another staff union of the European Patent Office